# Regionales Schutzgebiet Bosque Montano de Carpish
Das Regionale Schutzgebiet Bosque Montano de Carpish (span. Área de Conservación Regional Bosque Montano de Carpish) befindet sich in der Region Huánuco in Zentral-Peru. Bosque Montano heißt dabei „Bergwald“. Das Schutzgebiet wurde am 1. Januar 2020 durch das Dekret DS N° 014-2019-Minam eingerichtet. Die Regionalregierung von Huánuco ist die für das Schutzgebiet zuständige Behörde. Die staatliche Naturschutz-Agentur Servicio Nacional de Areas Naturales Protegidas por el Estado (SERNANP) hat eine beratende Funktion. Das Schutzgebiet besitzt eine Größe von 505,59 km². Es dient der Erhaltung der Yungas und der Puna-Landschaft in der Region und damit einem Ökosystem endemischer und bedrohter Pflanzen- und Tierarten. Es wird in der IUCN-Kategorie VI als ein Schutzgebiet geführt, dessen Management der nachhaltigen Nutzung natürlicher Ökosysteme und Lebensräume dient.

## Lage
Das Schutzgebiet befindet sich in der Cordillera de Carpish, einem Teil der peruanischen Zentralkordillere, etwa 30 km nördlich der Regionshauptstadt Huánuco. Es erstreckt sich über Teile der Distrikte Monzón (Provinz Huamalíes), Mariano Damaso Beraún (Provinz Leoncio Prado), Chinchao (Provinz Huánuco) und Marías (Provinz Dos de Mayo). Im äußersten Süden befindet sich das Quellgebiet des Río Chinchao. Den nördlichen Teil durchquert der Río Jarahuasi in östlicher Richtung. Ganz im Norden befindet sich das Quellgebiet des Río Patay Rondos.

## Ökosystem
In dem Gebiet leben etwa 24 endemische Vogelarten, darunter die Tangaren-Art Hemispingus rufosuperciliaris, der Braunbauchkotinga  (Doliornis sclateri) und die Goldrücken-Bergtangare (Buthraupis aureodorsalis). Im Schutzgebiet kommt auch der Violettscheitelkolibri (Coeligena torquata) vor. Es wurden 33 Säugetierarten gezählt, darunter der Brillenbär (Tremarctos ornatus), der Nordpudu (Pudu mephistophiles), die Pakarana (Dinomys branickii) und der Gelbschwanz-Wollaffe (Oreonax flavicauda). Außerdem wurden 876 Pflanzenarten erfasst, von denen 78 in Peru endemisch sind und von denen 38 neu beschriebene Arten sind. In der Region wurden in den letzten Jahren mehrere neue Amphibien-Arten entdeckt.